# Beuningse Plas
De wijk de Beuningse Plas in Beuningen (Gelderland) is gebouwd in 2000 en er lopen veel sloten doorheen, net zoals bij De Rietlanden. De wijk grenst ook aan de wijk De Rietlanden.
De wijk is genoemd naar de geplande recreatieplas Beuningse Plas waarvan de aanleg in 2011 gestart is en naar verwachting in 2035 afgerond zal zijn.

## Architectuur
Architectuur uit de 21e-eeuws, vrijwel allemaal vrijstaande huizen of 2 onder 1 kap.

## Straten
- Wolfsbossingel
- Beuningerbeemd
- Waterdorp
- Esdoornpark
- Beukenpark
- Eikenpark
- Berkenpark
- Poldervaart
- Binnenvaart
- Ringvaart
- Slottuin
- Lagunesingel
- Palingracht
- Brasemgracht
- Forelgracht
- Snoekgracht
- Ganzeneiland
- Karpergracht
- Zalmgracht